# 전라남도립도서관
전라남도립도서관은 전라남도 무안군 삼향읍에 있는 도서관이다.

## 이용 안내
이용 시간
- 어린이책나라(1층), 문학자료실(3층): 월-토 09:00 ~ 20:00, 일 09:00 ~ 18:00
- 일반자료실/다문화자료실/간행물실(2층): 월-금 09:00 ~ 22:00, 토 09:00 ~ 20:00, 일 09:00 ~ 18:00
- 남도자료실/장애인자료실(1층): 월-금 09:00 ~ 22:00, 토-일 09:00 ~ 18:00
- 디지털자료실(3층): 매일 09:00 ~ 18:00

휴관일
- 매월 첫째, 셋째 수요일
- 법정공휴일(공휴일과 겹치는 토·일요일은 휴관)
- 기타 도서관장이 정하는 임시 휴관일